# Alexei Nikolajewitsch Krylow

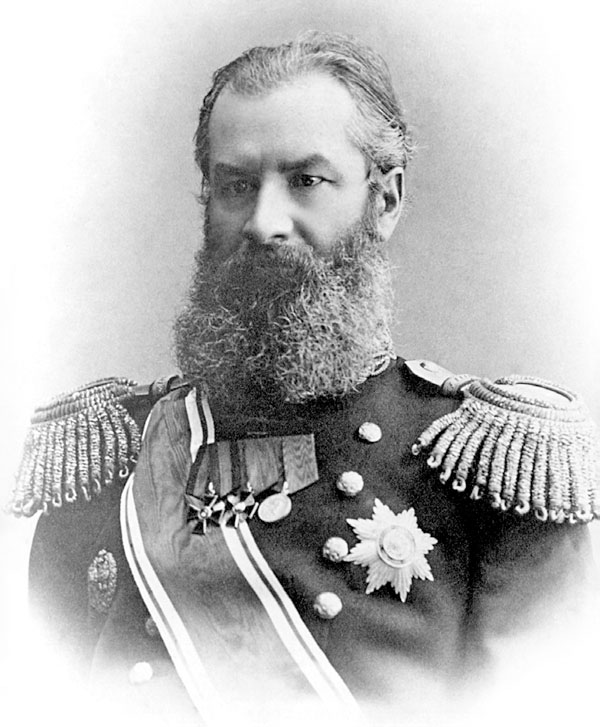
Alexei Krylow (1914)

Alexei Nikolajewitsch Krylow (russisch Алексей Николаевич Крылов; * 3.jul. / 15. August 1863greg. in Wisjaga, Gouvernement Simbirsk (heute Oblast Uljanowsk); † 26. Oktober 1945 in Leningrad, Sowjetunion) war ein russischer Schiffbauingenieur und Mathematiker.

## Leben
Er war der Sohn eines Artillerieoffiziers, besuchte 1878 bis 1894 die Höhere Marineschule in Sankt Petersburg und war dann in der Kompass-Abteilung des Hydrographischen Amtes bei Iwan Petrowitsch de Collong, wo er über die magnetische Abweichung von Kompassen arbeitete. 1888 ging er an das Schiffbauinstitut der Marineakademie, wo er Mathematik bei Alexander Nikolajewitsch Korkin studierte. 1890 machte er seinen Abschluss mit Auszeichnung und begann zunächst in Vertretung von Korkin Vorlesungen zu halten. Er blieb dann dort über 50 Jahre lang Professor. 1900 übernahm er auch die Leitung der schiffsbautechnischen Versuche am 1894 eingeweihten Versuchstank (später Krylow-Forschungszentrum). 1908 wurde er (im Rang eines Generals) Leitender Inspekteur für Schiffbau und Präsident des Komitees für Schiffsingenieurswesen beim Marineministerium, wobei er auch Konflikte mit offiziellen Stellen nicht scheute. 1910 gab er deshalb seine offizielle Stellung wieder auf. Nach der Oktoberrevolution 1917 bemühte er sich, die internationalen Kontakte der russischen Wissenschaft wieder aufzubauen und reiste als einer der ersten russischen Wissenschaftler nach der Revolution 1921 nach London.
1898 erhielt er für seine Forschungen zum Rollen und Stampfen von Schiffen die Goldmedaille der Royal Institution of Naval Architects. 1914 wurde er in die Russische Akademie der Wissenschaften gewählt (1916 als volles Mitglied) und wurde Ehrendoktor der Lomonossow-Universität. 1927 bis 1932 war er Direktor des Instituts für Physik und Mathematik der Akademie der Wissenschaften der UdSSR. 1943 wurde er Held der sozialistischen Arbeit und erhielt den Staatspreis. Er war Ehrenmitglied der Leningrader Physikalisch-Mathematischen Gesellschaft.
Krylow leistete wichtige Beiträge zur Hydrodynamik von Schiffen (er schrieb darüber auch einen Artikel in der Enzyklopädie der mathematischen Wissenschaften) und baute 1904 einen mechanischen Analogrechner zur Lösung der dabei auftretenden Differentialgleichungsprobleme (der erste in Russland). Dabei entwickelte er auch mathematische Methoden weiter (Lösung von Randwertaufgaben mit Fourierreihen, Konvergenz von Fourierreihen, Näherungslösungen von Differentialgleichungen, Eigenwertprobleme und Näherungsverfahren zur Lösung der Eigenwertgleichung 1931), teilweise direkt auf klassische Arbeiten etwa von Johann Albrecht Euler, Carl Friedrich Gauß, Newton, Laplace und Lagrange zurückgreifend. Nach einem 1931 erschienenen Artikel von ihm wurden die Krylow-Räume benannt, die die Grundlage der heutigen Krylow-Unterraum-Verfahren bilden.
1915 veröffentlichte er die erste russische Übersetzung von Isaac Newtons „Philosophiae Naturalis Principia Mathematica“, die in Russland mehrere Auflagen erlebte.
Krylow war verheiratet. Seine Tochter Anna heiratete den Physiker und Nobelpreisträger Pjotr Leonidowitsch Kapiza.
Er sollte nicht mit den russischen Mathematikern Nikolai Mitrofanowitsch Krylow und Wladimir J. Krylow verwechselt werden.
Ihm zu Ehren trägt seit 1958 die Krylow-Halbinsel in der Antarktis seinen Namen, ebenso seit 1970 der Mondkrater Krylov und seit 1993 der Asteroid (5247) Krylov.

## Schriften
- Vorlesungen über Näherungsrechnungen, 1911, 3. Auflage 1935
- Über einige Differentialgleichungen der mathematischen Physik die Anwendungen auf technische Probleme haben, 1913, 2. Auflage 1932
- Schwingungen von Schiffen, 1936
- Gedanken und Materialien zur Lehre der Mechanik 1943
- Gesammelte Werke, 1948